# Base (Fluss)
Der Base ist ein Fluss in der Nordprovinz von Ruanda und ein Zufluss des Nyabarongo.

## Verlauf
Der Fluss beginnt im Distrikt Rulindo am Zusammenfluss des Rukeli und Cyohoha. Von dort fließt er ein kurzes Stück nach Nordwesten und anschließend Südwesten am Ort Base vorbei. Er verläuft weiter nach Westen durch den Distrikt Gakenke, wo er südlich den Ort Gakenke passiert. Nach weiterem Verlauf in Richtung Südwesten mündet der Base schließlich in den Nyabarongo, welcher die Grenze zur Südprovinz bildet.